# Георги Балев
Георги Христов Балев е български революционер, деец на Вътрешната македоно-одринска революционна организация.

## Биография
Георги Балев е роден в 1880 година във видно българско семейство в Охрид, тогава в Османската империя, днес в Северна Македония. Баща му Христо Балев е учител в българското училище в Охрид от 1868 година, а сестра му Констанца Балева също е българска учителка. Завършва IV клас образование и работи като бакалин. Влиза във ВМОРО още младеж и се бори, както сам пише, „за освобожението на нашия край и присъединението ни към майката отечество“. В 1902 година е арестуван от османските власти за революционна дейност и осъден на 1 година затвор. Лежи в Битолския затвор. По-късно емигрира в Америка, но при избухването на Балканската война в 1912 година се връща и се записва доброволец в Македоно-одринското опълчение. Служи в 3-та рота на 10-а прилепска дружина. Сражава се при Булаир, Софлу, Фере. През Междусъюзническата война се сражава със Сборната партизанска рота на МОО. Носител е на орден „За храброст“ IV степен.
След установяването на сръбската власт в Охрид е поставен под наблюдение и след 1 година е арестуван, и лежи 1 година в затвора. По-късно е смятан за неблагонадежден и не му е давана работа.
На 16 февруари 1943 година, като жител на Охрид, подава молба за българска народна пенсия. В молбата пише: „Аз никога през целия сръбски режим не съм ни най-малко мислил, че Сърбия ще владее нашия град. Винаги съм мислил и уверен съм бил, че ще дойде денят на нашето освобождение, когато аз ще заживея живот спокоен и подобаващ на моя идеал. Един народ, една държава, един цар“. Молбата е одобрена и пенсията е отпусната от Министерския съвет на Царство България.